# Iberpix
Iberpix es un visualizador cartográfico publicado por el Centro Nacional de Información Geográfica (CNIG) y el Instituto Geográfico Nacional de España (IGN) que tiene como objetivo la consulta y visualización de mapas y capas de información geográfica.

## Información
Entre la información mostrada por Iberpix se encuentran las series nacionales del Mapa Topográfico Nacional, ortofotografías del proyecto PNOA y datos de ocupación del suelo procedentes de CORINE y SIOSE.
- Mapas de España escalas 1: 2.000.000, 1: 1.250.000, 1: 500.000,
- Mapas Provinciales 1: 200.000
- Mapas Topográficos Nacionales 1: 50.000 y 1: 25.000
- Imagen (Sentinel 2, Ortofotos PNOA)
- Callejero Cartociudad
- Relieve (MDT 1: 200.000, MDT 1: 25.000, Mapa LiDAR)
- Ocupación del suelo (Corine, SIOSE)
- Mapas Históricos

## Herramientas
Entre sus herramientas destaca:

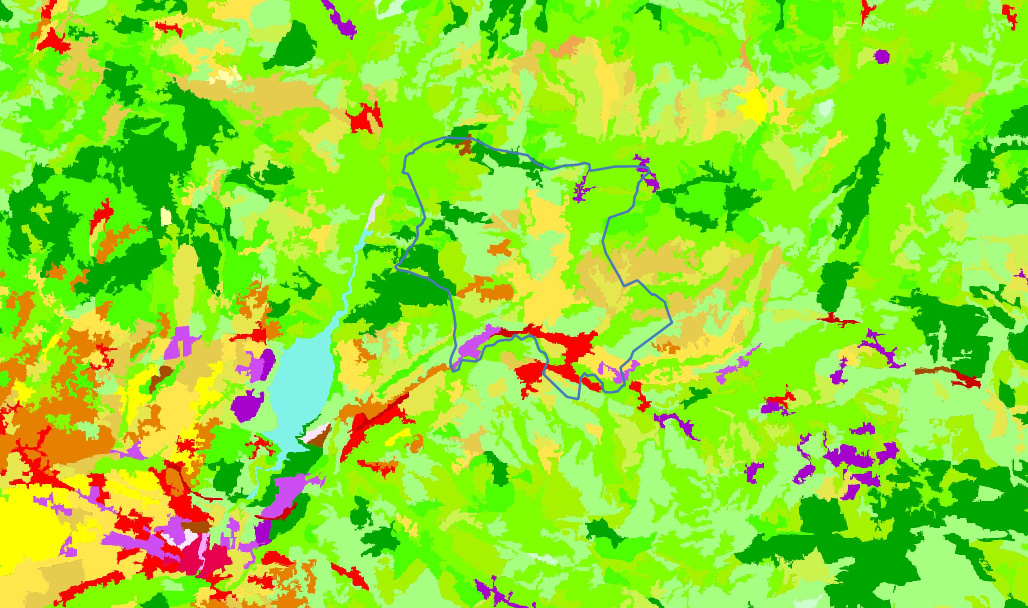
Superficies de Cubierta terrestre sobre el municipio de Bembibre y El Bierzo, en el noroeste de la península ibérica, sobre la base de recurso Iberpix.

- Geocodificador que permite al usuario encontrar de forma sencilla gran cantidad de localizaciones en todo el territorio nacional, como topónimos, direcciones, referencias catastrales, códigos postales y otras búsquedas
- Navegación a diferentes zonas
- Creación y gestión de ficheros vectoriales y de rutas (KML,GPX,Shape,GML, GeoJSON)
- Herramientas que proporcionan información geográfica o coordenadas.

Así mismo permite la carga de capas procedentes se servicios de visualización de mapas WMS y WMTS, así como la consulta de sus metadatos e información asociada contando, para ello, con una gran cantidad de servicios precargados, principalmente del IGN y del Sistema Cartográfico Nacional, más otros de diferentes organismos e instituciones.

## Requisitos
Desarrollada sobre Javascript, HTML5 y OpenLayers no necesita instalación previa en dispositivo u ordenador personal, disponiendo de una versión reducida, con un diseño y funcionalidad adecuados, para uso en dispositivos móviles.
El navegador a usar, para el acceso al sitio Web en que se encuentra Iberpix, y éste sea funcional, debe soportar los estándares HTML5, CSS3 y JS.